# Claude-Marie Ruffo de La Ric
Claude-Marie Ruffo de los condes de La Ric, conde de Brioude y obispo de Saint-Flour (1779-1801 ), nacido el 16 de noviembre de 1746 en Grenoble y fallecido en Saint-Denis el 1 de octubre de 1816, es un aristócrata francés que fue un hombre de Iglesia y un talentoso escritor de cartas.

## Biografía
El obispo de Saint-Flour fue elegido el 27 de marzo de 1789 diputado del clero a los Estados Generales, por la alguacilazgo de Saint-Flour. Aunque fue miembro y vicepresidente del Comité de Informes y fue dos veces, el 16 de julio de 1789 y el 5 de febrero de 1790 en delegación al rey, él apenas se hizo notar en la Asamblea Constituyente. Luego, hostil a la constitución civil del clero, firmó las protestas del 12 y del 15 de septiembre y del 1791, se negó a tomar el juramento civil y emigró a Italia donde encontró a sus primos italianos. .

### Consulado e Imperio
Dimitió como obispo de Saint-Flour en el momento del concordato de 1801 y volvió a Francia. Primero se instaló con su hermano menor en el Château de Laric, ocupando un apartamento que todavía se llama "la habitación del obispo". Se fue cuando su sobrina Caroline vendió la finca para instalarse en Normandía; en 1806, se convirtió en canónigo de Saint-Denis, y uno de los seis prelados a cargo de la administración del  Iglesia de Santa Genoveva. El Emperador lo nombró Barón d'Empire mediante carta patente el 15 de junio de 1808.
Claude-Marie Ruffo murió en Saint-Denis el 1 de octubre de 1816 o 1818.